# Вишневский, Иван Васильевич
Иван Васильевич Вишневский (18 февраля 1813, Устье, Ядринский уезд, Казанская губерния, Российская империя — 24 ноября 1904, Симбирск, Российская империя) — почётный гражданин Симбирска, действительный статский советник. Двоюродный брат Виктора Петровича Вишневского.

## Биография
Иван Вишневский родился 18 февраля 1813 года в селе Устье Ядринского уезда в семье священника Василия Стефановича Вишневского. Чувашский род Вишневских дал многих деятелей, сыгравших важную роль в жизни своего народа.
В службе состоял с 27 августа 1832 года. По окончании курса в Казанской духовной семинарии в 1832 году он был определён учителем греческого языка в Казанское духовное уездное училище. Во втором учебном году в этом училище преподавал чувашский язык.
С 31 декабря 1843 года служил в ведомстве министерства народного просвещения.
В 1858 году он был назначен инспектором в Симбирскую мужскую гимназию. С февраля 1860 года он стал исполнять обязанности директора училищ Симбирской губернии и директора гимназии; 4 января 1861 года утверждён в должности; с 31 марта 1868 года — в чине действительного статского советника.
В 1865 году он был назначен и начальником Мариинской женской гимназии. Весной 1879 года вышел в отставку.
В 1879 году он стал почётным гражданином Симбирска, но 

«как раз в 1879 году его с поста директора мужской гимназии попросили в отставку, потому что гимназия по очень многим показателям скатилась на одно из последних мест по Казанскому учебному округу, и прибывший на его место Федор Михайлович Керенский стал, можно сказать, вытягивать это отстающее хозяйство»— Пехтерева Л. Почёт в третьей степени // Симбирский курьер. — 2012
В 1890 году — председатель Губернской земской управы, непременный член Губернского статистического комитета.
3 (15) января 1895 г. в своём 3-х этажном доме на улице Покровской Иваном Вишневским была устроена и освящена епископом Варсонофием (Охотин) однопрестольная домовая церковь — церковь во имя св. Иоанна Крестителя (Иоанна Предтечи).
Умер 24 ноября 1904 года в Симбирске, на кладбище Симбирского Покровского мужского монастыря, ныне Покровский некрополь.